# Сквер

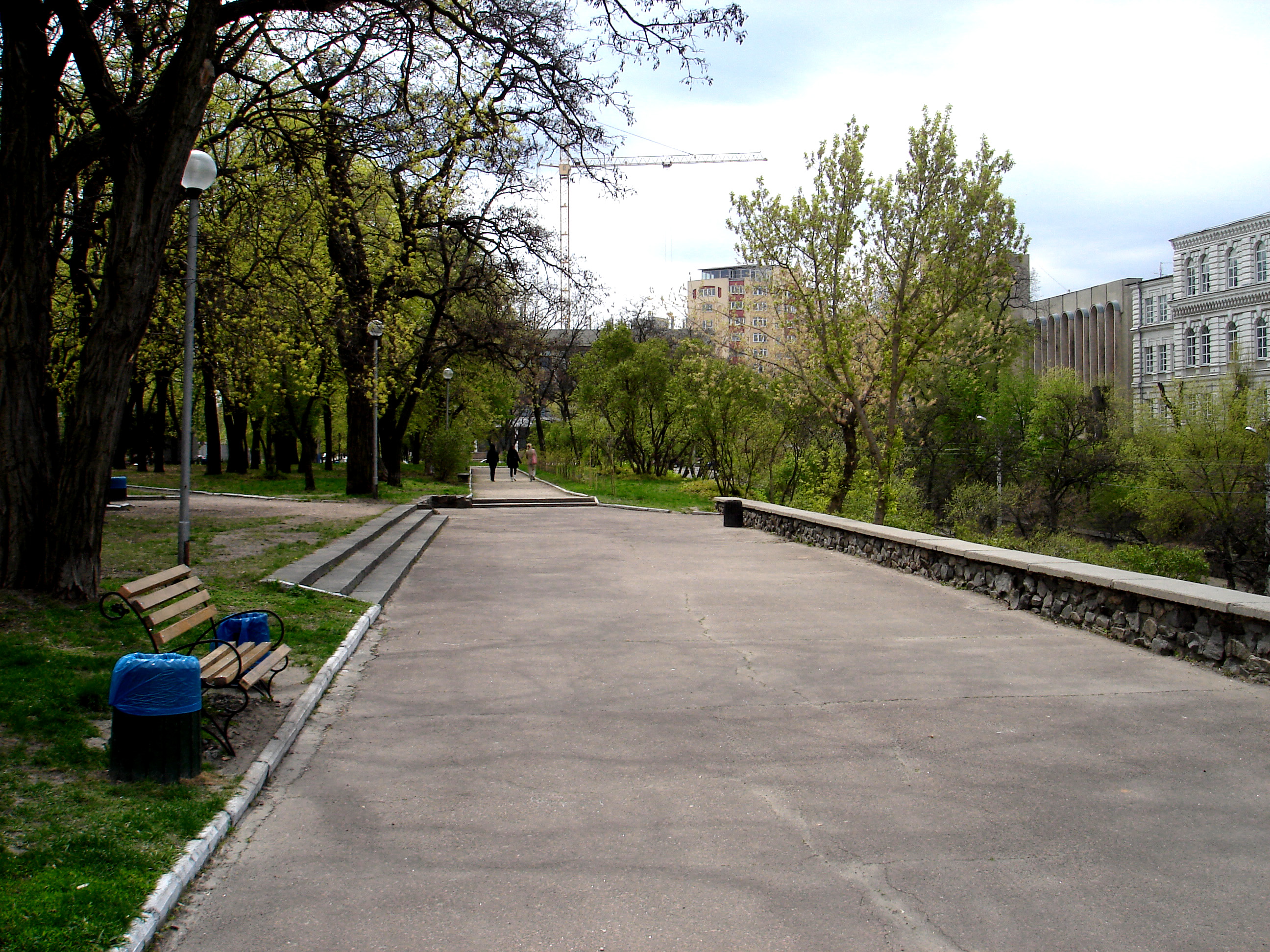
Сквер Богдана Хмельницького, Черкаси

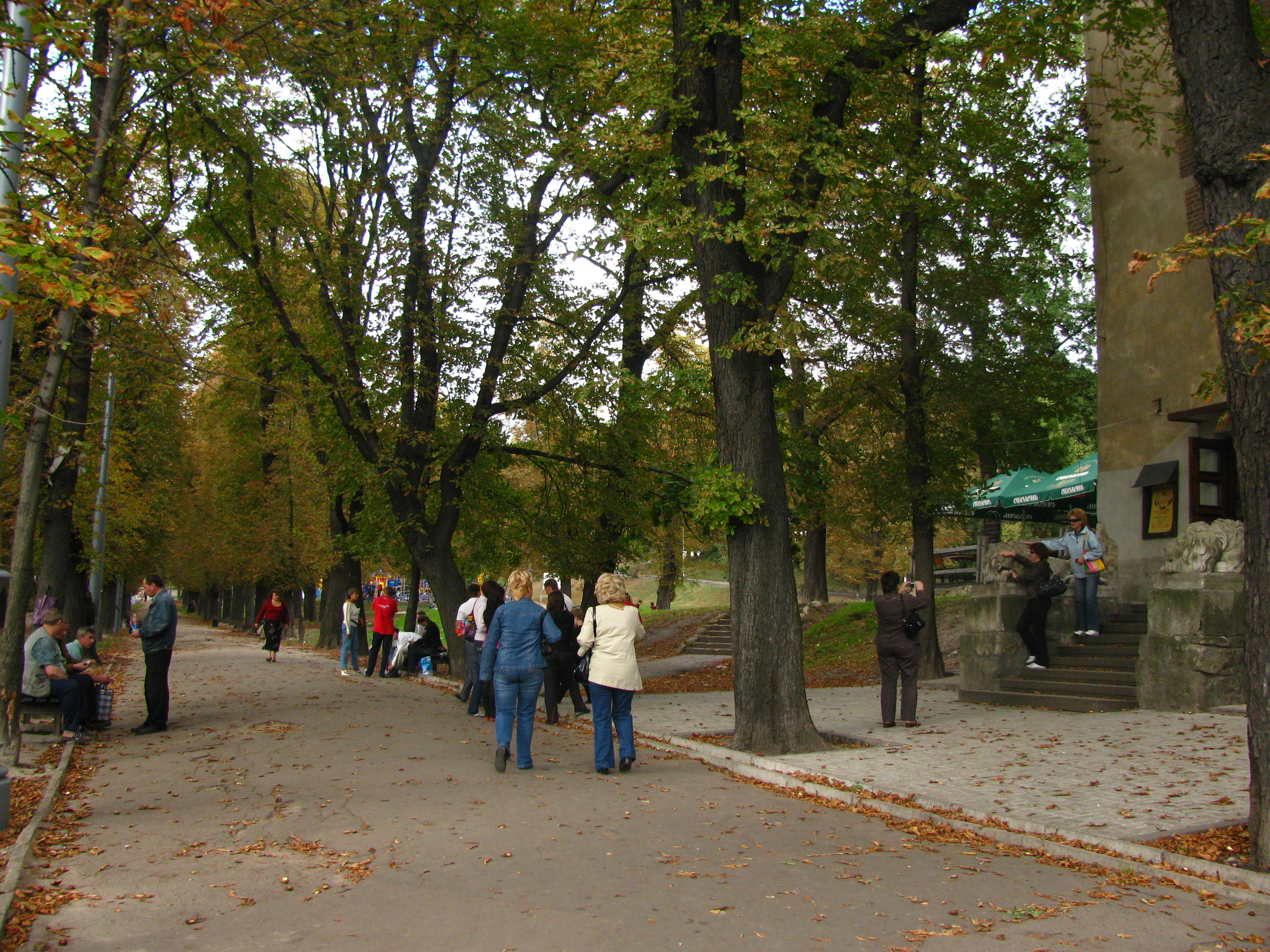
Сквер «На валах», Львів

Сквер (Вимоваⓘ від англ. square — «квадрат», «майдан») — упорядкована і озеленена територія всередині житлової або промислової забудови.
Планування скверу включає доріжки, майданчики, газони, квітники, окремі групи дерев і чагарників. Сквери призначаються для короткочасного відпочинку пішоходів і художнього оформлення архітектурного ансамблю. Здебільшого площа скверу не перевищує 2 га, але трапляються сквери й досить значних розмірів.
У нормативно-правових актах України термін «сквер» має таке значання: Сквер — упорядкована ділянка зелених насаджень площею від 0,02 до 2,0 гектара, яка є елементом архітектурно-художнього оформлення населених місць, призначена для короткочасного відпочинку населення.